# Папоротеподібні
Папоротеподі́бні — група судинних рослин, що належить до групи Moniliformopses. Здебільшого це багаторічні (рідше однорічні) трави, іноді дерева з самостійним гаплоїдним і диплоїдним поколіннями з величезним переважанням у циклі розвитку спорофіта.
Папороть з'явилися на Землі близько 400 мільйонів років тому в середньому девоні (палеозої). Вони були справжніми гігантами та формували рослинний покрив планети. Папороть утворювали цілі ліси. Зараз на Землі залишилося дуже мало деревоподібних папоротей. Сучасні папороті набагато менші за ті, що існували в ранні геологічні періоди.
Беруть участь у формуванні трав'янистого покриву. З XIX століття папороті популярні як кімнатні рослини. Представники папоротеподі́бних: орляк, щитник чоловічий, страусове перо звичайне, сальвінія плаваюча, диксонія, марсилія, маратія, платицеріум, азола, адіант венерин волос.

## Опис

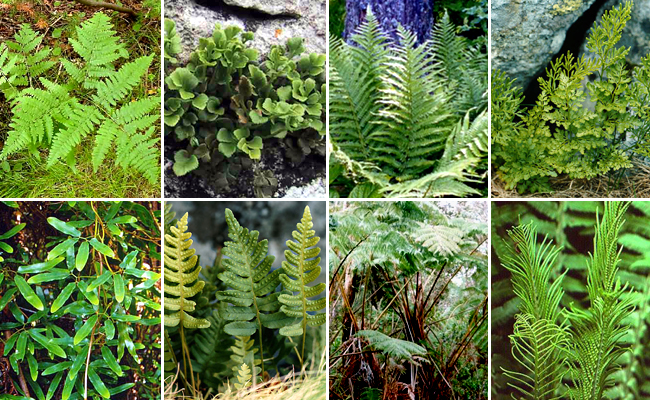
Деякі види папоротей.

Спорофіт представлений рослиною зі стеблом, листками (вайями) та додатковими коренями. Папоротеподібні не мають справжнього листя; вайї перисторозсічені, рідше прості або пальчасті, завдовжки від 2—4 мм до 30 см. Коренева система первинно гоморизна.
Гаметофіт папоротей часто називають заростком. Він має вигляд невеликої пластинки або стрічки, живе недовго — від кількох тижнів до року.

## Розмноження
Розмножуються спорами, які містяться в спорангіях. Спорангії розміщуються на листках купками в сорусах або зростаються між собою в так звані синангії, або містяться в спорокарпіях.
Статеве покоління — гаметофіт, що виростає зі спори. У різноспорових папоротей роздільностатеві гаметофіти дуже редуковані. Запліднення відбувається у воді, під час дощу або роси.

## Папороть у міфології
У слов'янській міфології квітка папороті наділялася магічними властивостями, хоча папороті не квітнуть, а розмножуються спорами. За віруваннями, той, хто знайде квітку папороті, матиме вічне щастя та надзвичайні сили. У латвійській міфології в Янову ніч закохані шукають цю міфічну квітку папороті, вірячи, що вона принесе їм вічне щастя та багатство.

## Поширення
На Землі існує близько 300 родів та понад 10 560 видів папоротей. Поширені по всій земній кулі. Найбільша видова різноманітність спостерігається у вологих тропічних лісах. У лісі папороті зустрічаються в нижньому і верхньому ярусах, а також на гілках великих дерев або в розколинах скель.

### В Україні

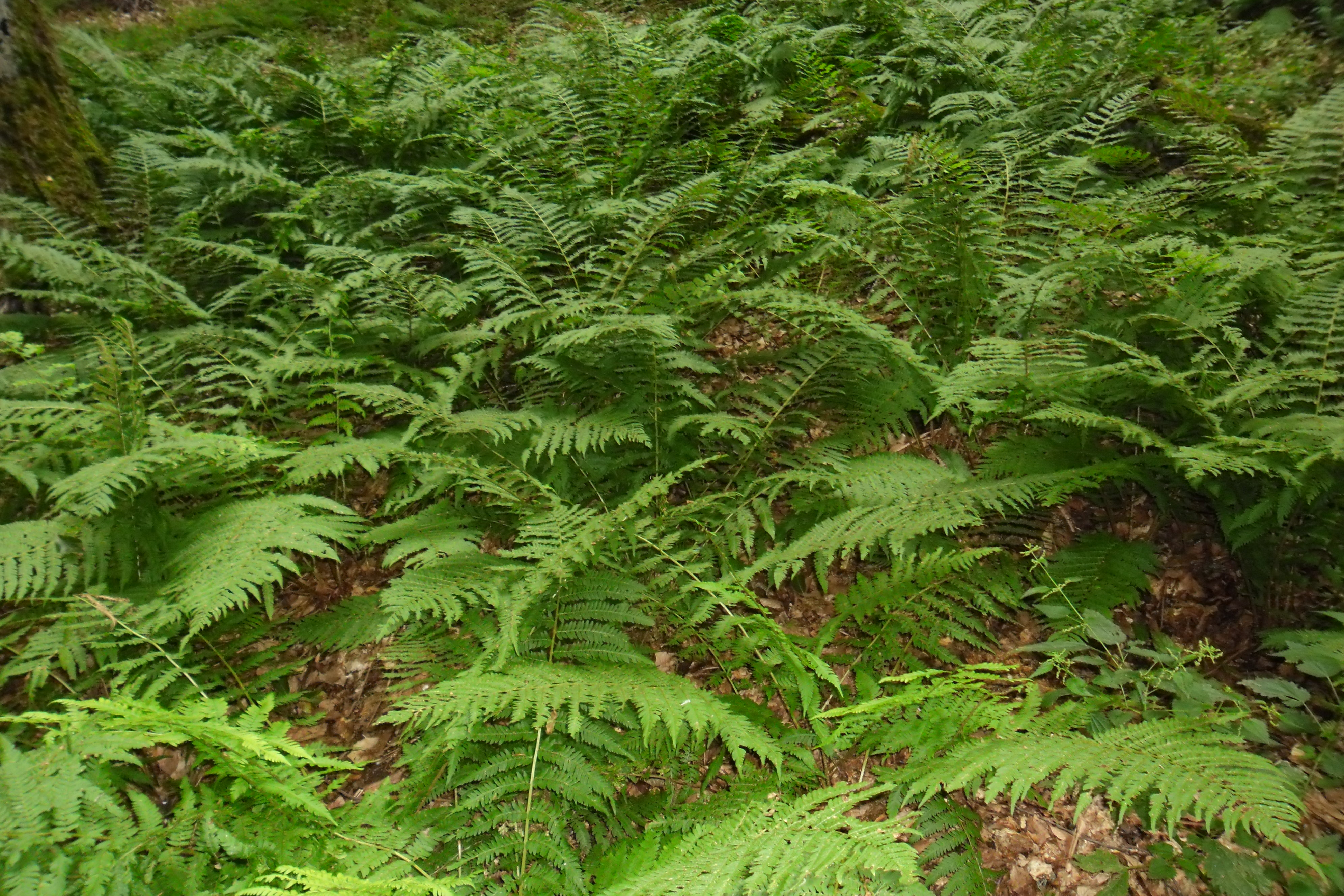
Папороть в ущелині Хапхал, Крим, Україна

В Україні у природних умовах зустрічається 57 видів із 27 родів і 16 родин. Так, щитник чоловічий росте в листяних і мішаних лісах, на узліссях вільшняків. Поширена майже по всій Україні. Є й рідкісні папороті. Мініатюрна анограма тонколиста (Anogramma laptophylla) у межах України росте тільки в Криму, де збереглося кілька сотень особин.